# 大阪市立都島図書館
大阪市立都島図書館（おおさかしりつみやこじまとしょかん）は、大阪府大阪市都島区にある大阪市立図書館の分館。

## 施設概要
- 開館：1978年（昭和53年）7月5日
- 前身：大阪市立桜宮図書館（北区にあったが、近接していたため、都島図書館開館後は、職員が兼務。1980年に桜宮図書館は閉館。蔵書の一部を継承。）
- 延床面積：662.01平方メートル
- 閲覧室：402平方メートル

（図書館は3階、1-2階は区民センター）

## 開館時間
- 火曜日 - 金曜日：10時 - 19時
- 土曜日、日曜日、国民の祝日と国民の休日：10時 - 17時

## 休館日
- 月曜日（国民の祝日と国民の休日は開館）
- 年末年始
- 毎月第3木曜日（国民の祝日と国民の休日は開館）
- 蔵書点検期間

## 所蔵
- 図書：70,070冊[1]
- 雑誌：75タイトル
- 新聞：14紙
- ビデオ: 205本
- DVD: 296枚

（2019年3月31日現在）

## 貸出
- 1人15冊まで（うち、CD・DVD・カセットは5点まで）15日間[2]

## アクセス
- Osaka Metro長堀鶴見緑地線・京阪本線・西日本旅客鉄道大阪環状線・東西線・片町線（学研都市線） 京橋駅
- 西日本旅客鉄道東西線 大阪城北詰駅
- 西日本旅客鉄道大阪環状線 桜ノ宮駅
- 大阪シティバス 都島区役所前停留所下車（57号系統・78号系統・10号系統）